# Biserica de lemn din Toplița, Argeș

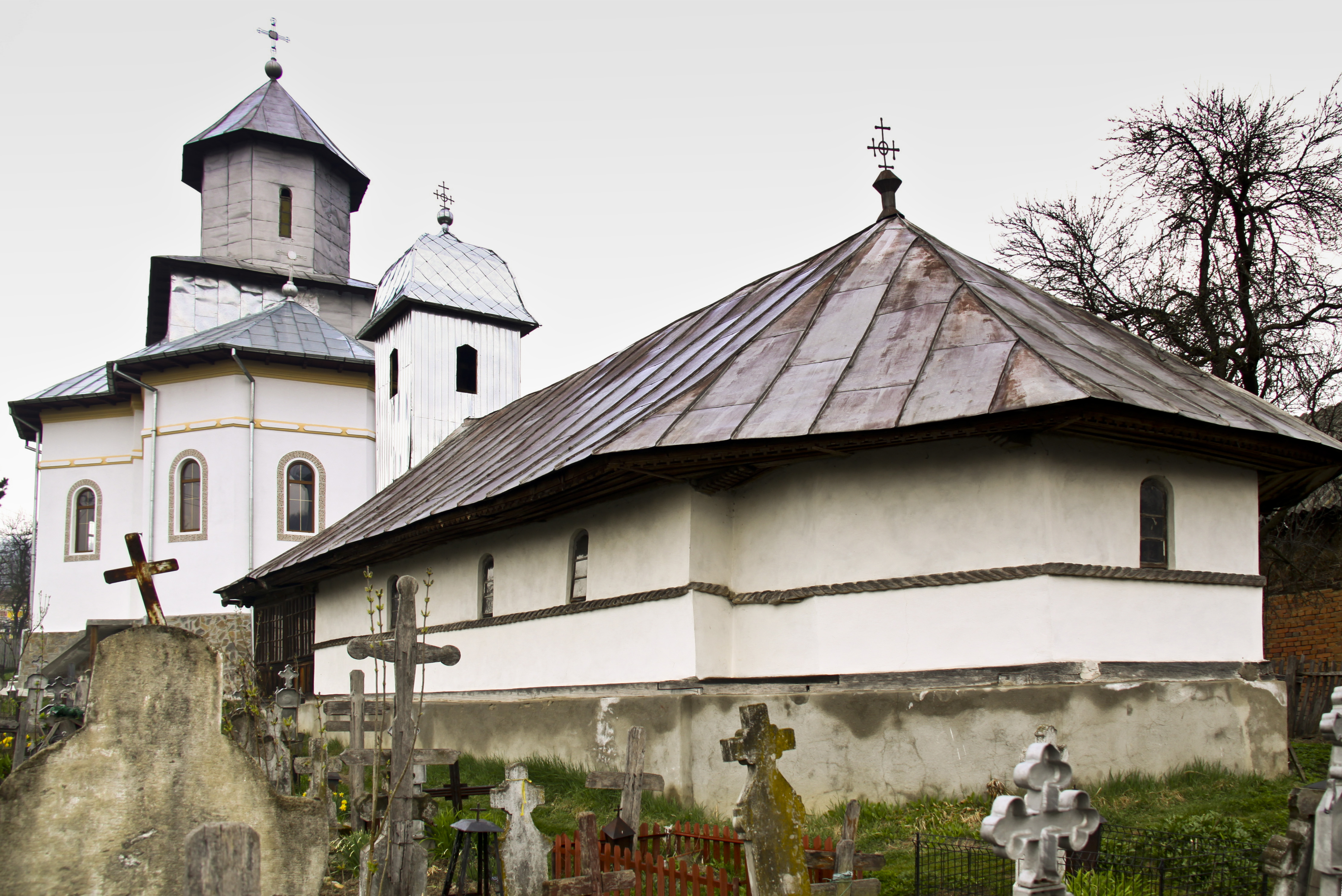
Biserica de lemn din Topliţa, județul Argeș. Foto: aprilie 2011

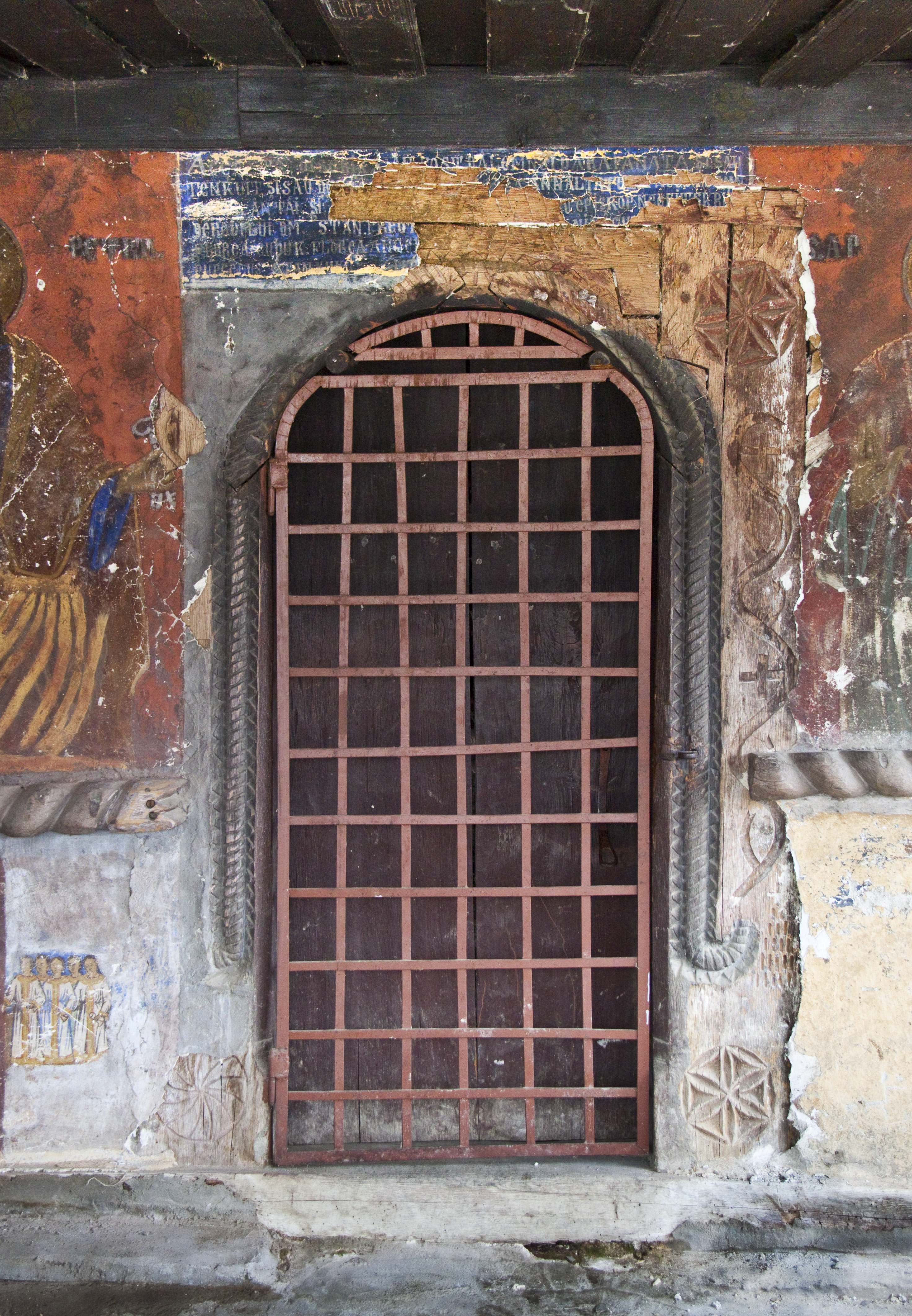
Portalul remarcabil de la intrare, cu sculptură originală şi pisanie de la 1868. Foto: aprilie 2011

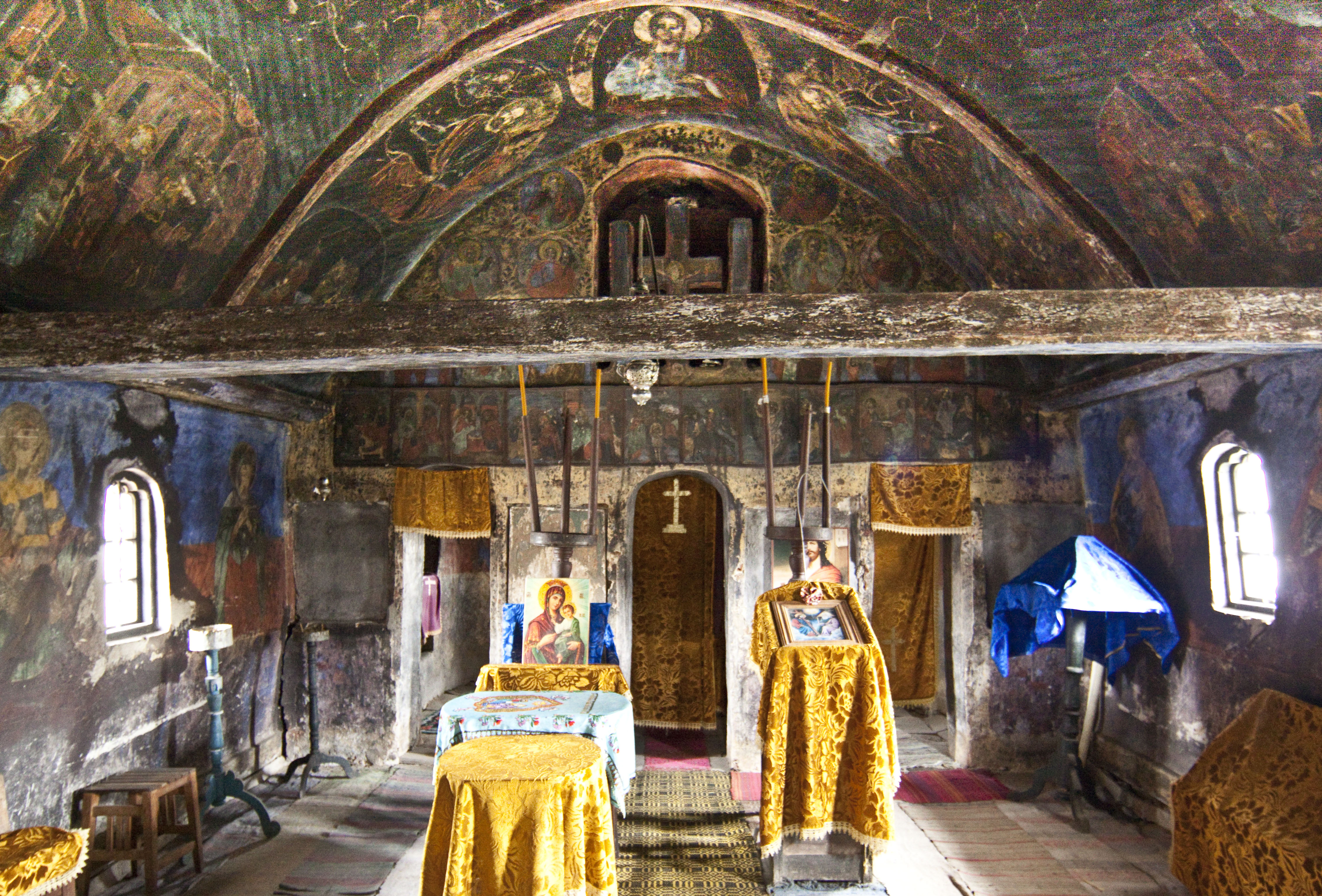
Interiorul naosului cu iconostasul de zid, pictat 1868. Foto: aprilie 2011

Biserica de lemn din Toplița se află în satul omonim, Mălureni, județul Argeș. Poartă hramul „Sfântul Mucenic Teodor Tiron” și este relativ datată din secolul 18. Asemănarea cu bisericile de zid a primit-o în urma unei renovări din 1868. Se remarcă prin sculptura portalului de la intrare și a funiei mediane. Sub acoperișul nou a fost păstrat cel vechi din șindrilă, prins în cuie de lemn și fier. Planimetria altarului prezintă particularitatea decroșului doar pe o singură parte, fără retragere pe latura de nord, pentru a adăposti proscomidia. Pisania fragmentară din pridvor, de la 1868, este singurul izvor scris cunoscut al istoriei bisericii. Lăcașul lipsește de pe noua listă a monumentelor istorice în ciuda valențelor artistice și istorice conservate.

## Istoric
Vechimea construcției nu se cunoaște. În lipsa documentelor, biserica se poate data relativ, pe baza elementelor sculptate în portal, cel mai probabil din secolul 18. Ctitorii bisericii au fost moșnenii de loc.
Momentul renovării acestui lăcaș în forma pe care o prezintă azi a fost consemnat într-o pisanie peste intrare, păstrată fragmentar: „Această biserică au fost dă lemnu și dărăpănată și sau tencuit și sau zugră[vit] ... [în vremea] înălțatului nostru Domn Carol întâi și [al preasfințitului nostr]u episcop Neofit Scriban de robii lui D[u]m[nezeu] Stan preot ... Florea Ciubuc, Florea Anghel, ... Purcelus, Stan Cucu 186[8] ...”. Anul pisaniei este incomplet dar se regăsește pe dosul tâplei: „1868”. În altar, de-asupra proscomidiei, apare un pomelnic al zugravilor: menționând între cei vii pe „Petru ... Maria ... Gheorghe” iar între cei morți pe: „Teodor ereu, Gheorghe, Nicolae, Ioan, Ioana, Maria, Panteleimon, Gherman ermonah și cu tot niamu lor”.
Structura vizibilă indică amploarea lucrărilor de renovare. Spre apus construcția a fost extinsă cu un pridvor prevăzut cu un turn peste el. Pereții de lemn au fost îmbrăcați într-o o cămașă de tencuială, care să dea impresia unei construcții de zid. Pereții transversali interiori au fost refăcuți din zidărie. Interiorul și peretele de la intrare au fost în întregime zugrăviți cu scene religioase. 

## Trăsături
În forma sa actuală biserica este rezultatul intervențiilor de renovare și reparații asupra construcției inițiale. Biserica este ridicată în formele tradiționale, cu o pereți încheiați în boltă peste încăperi, protejată de un acoperiș comun în patru ape și marcată pe vest, peste pridvor, de un turn. De la vest la est se trece dintr-o încăpere într-alta, începând cu pridvorul închis, continuând cu tinda (pronaosul), biserica (naosul) și încheind cu altarul mai îngust, poligonal. Tinda și biserica sunt împărțite de un perete de zid, perforat doar de accesul central, în ax, și două ferestre laterale. Altarul este ascuns de restul încăperilor prin structura de zid a iconostasului, care permite trei intrări rituale și un spațiu deschis în jurul crucii de sub boltă. Întreaga construcție de lemn stă pe un fundament zidit, care preia denivelările de teren, ajungînd în dosul altarului la mai mult de un metru de la nivelul pământului.

## Imagini din exterior

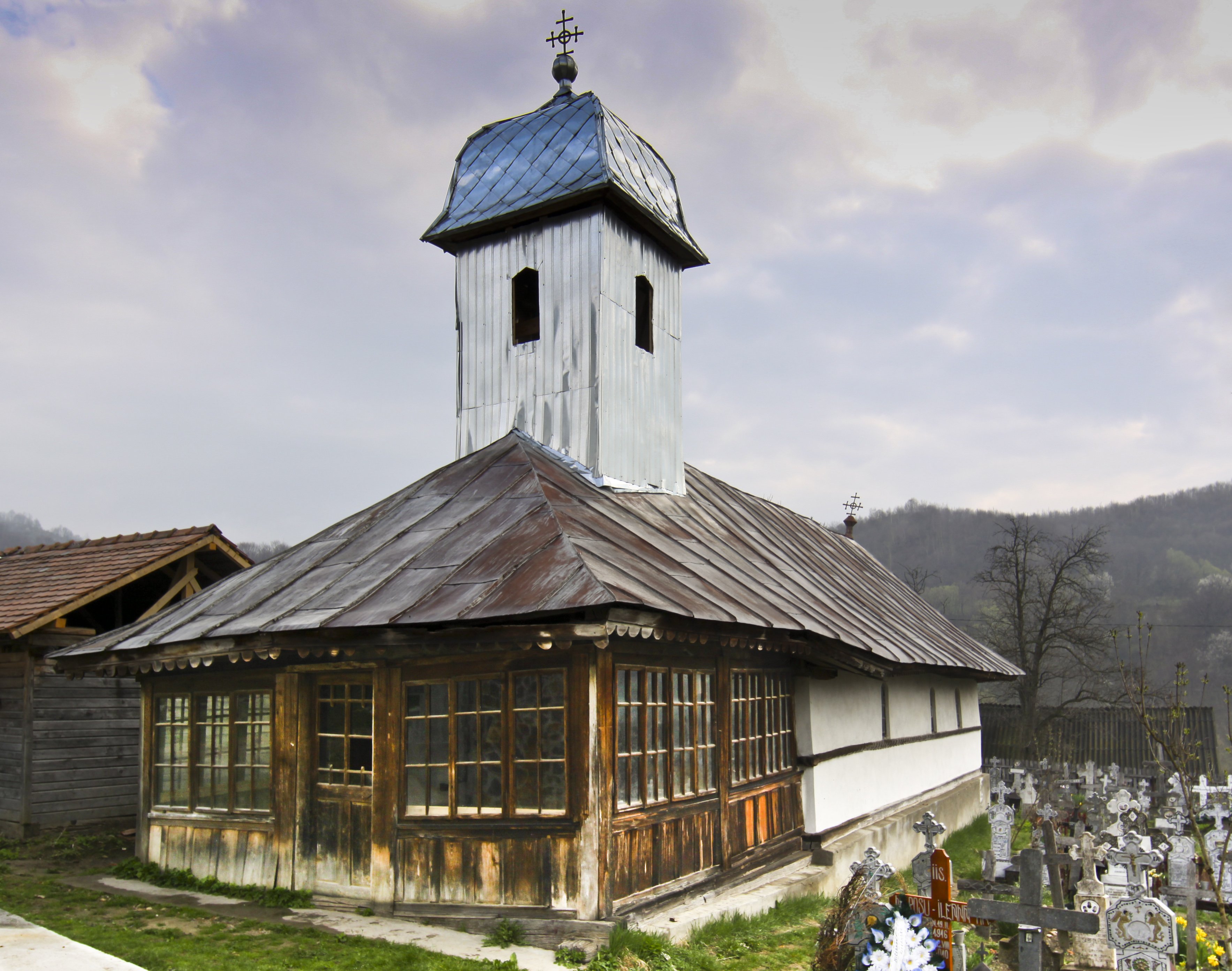
sud-vest
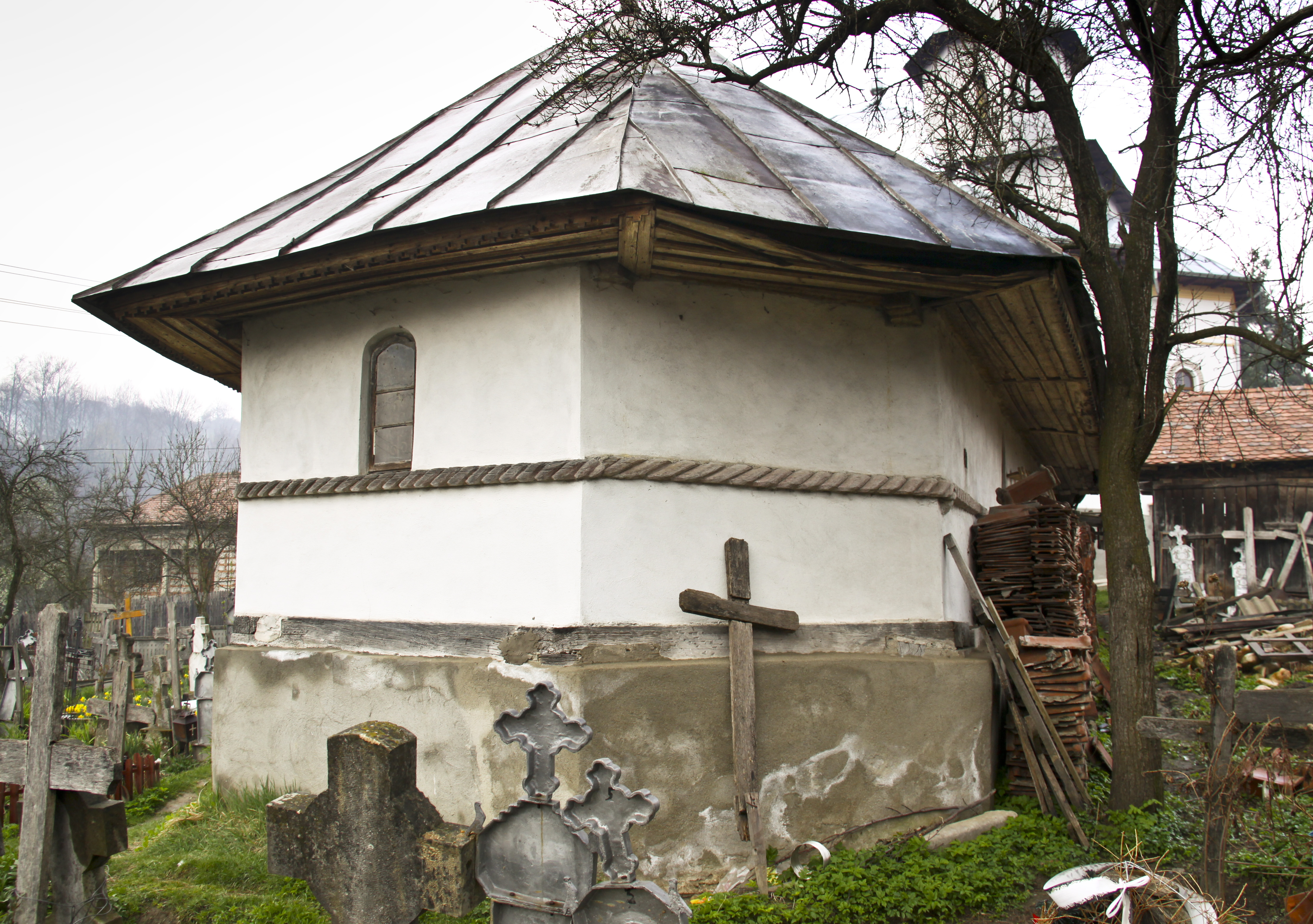
răsărit
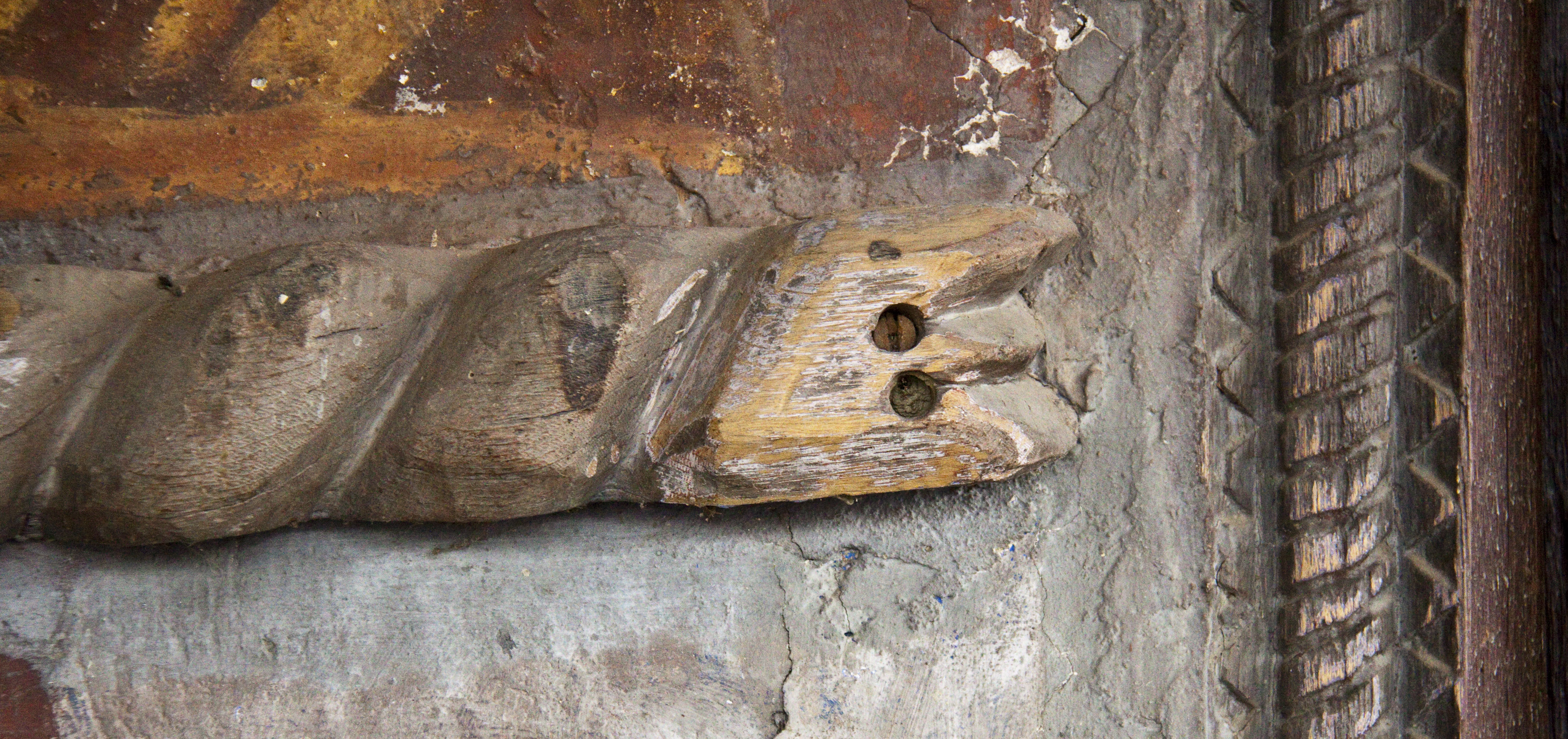
funie mediană cu cap de şarpe la intrare
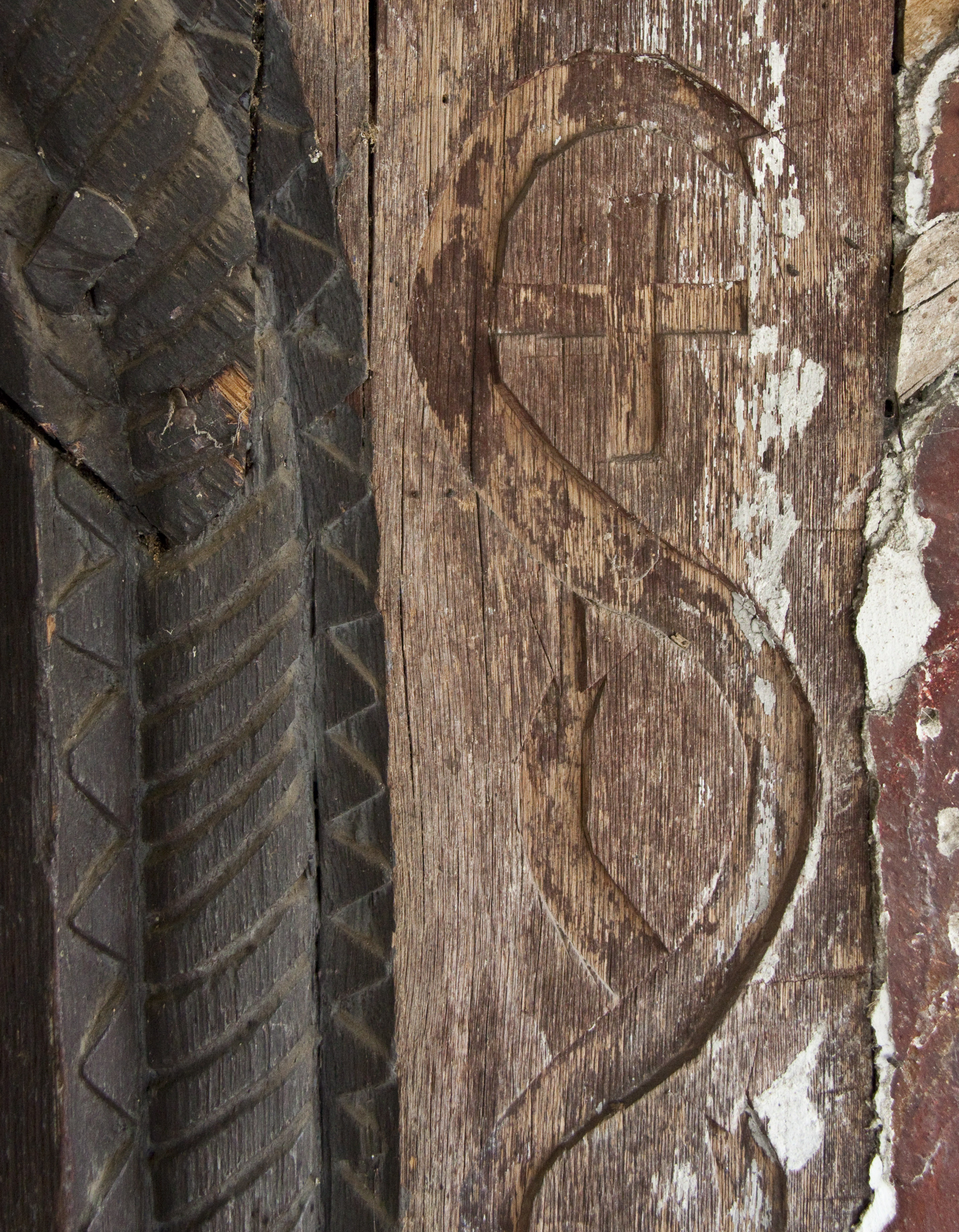
şerpi încolăciţi pe portal
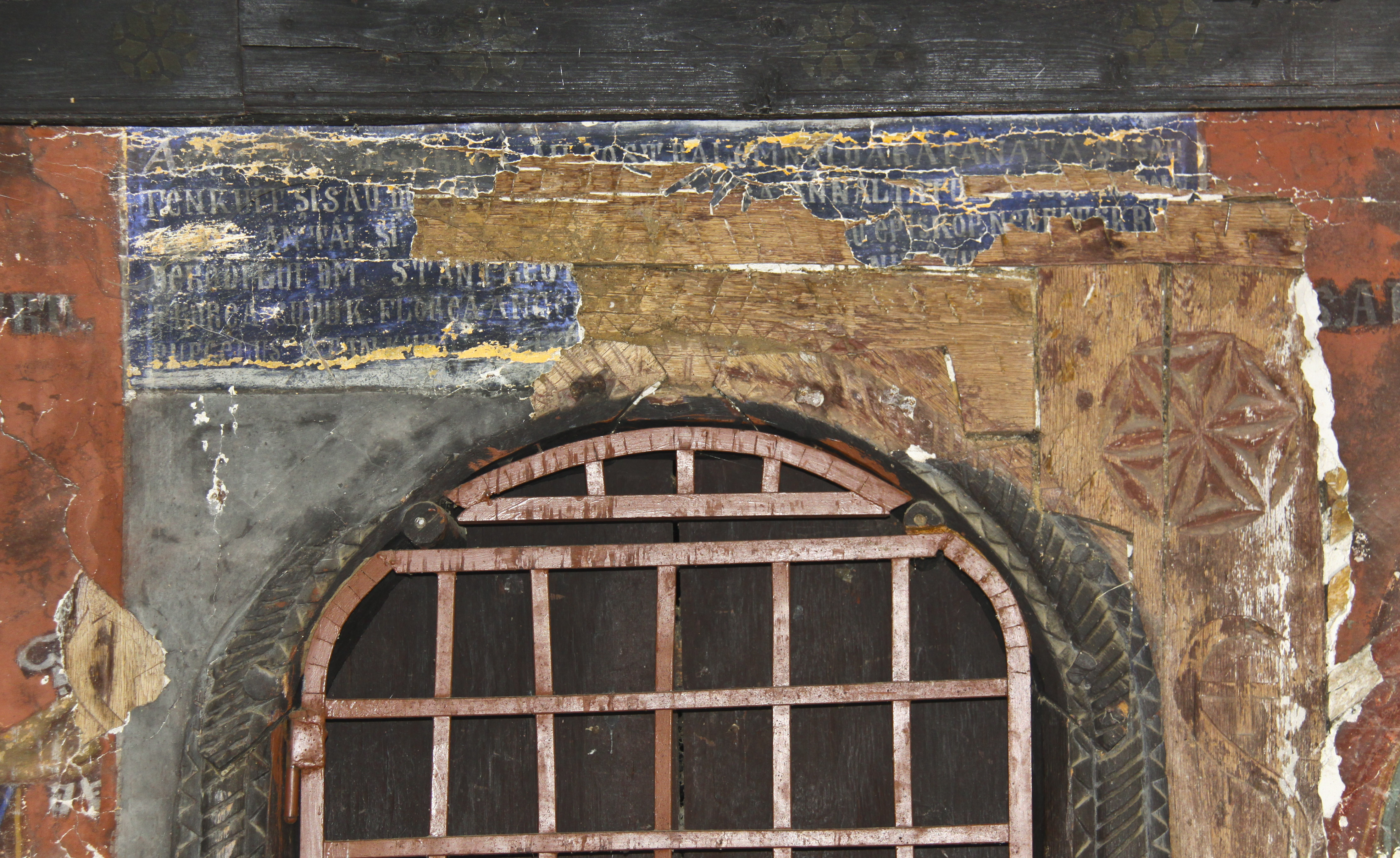
pisania de la 1868
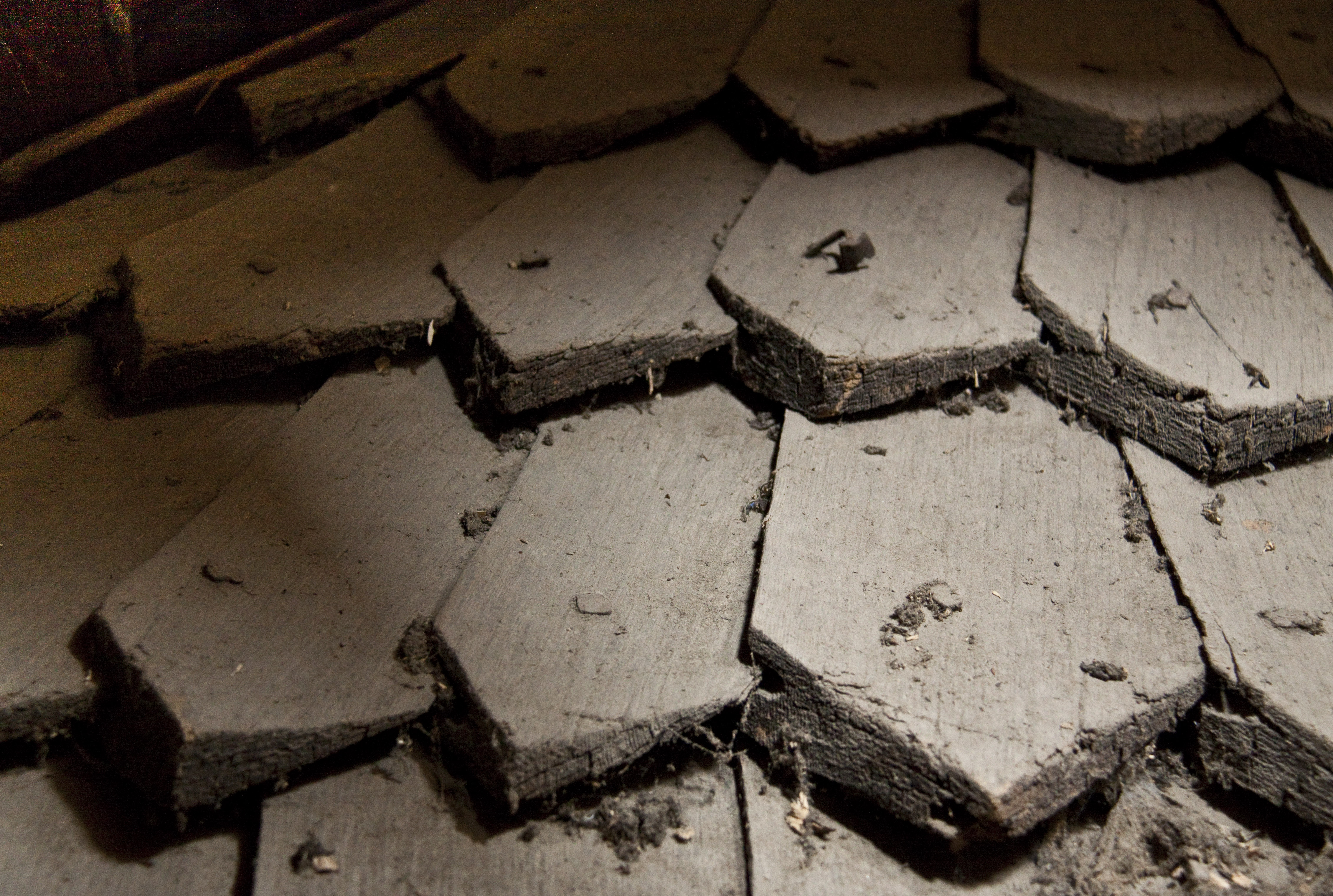
acoperişul vechi
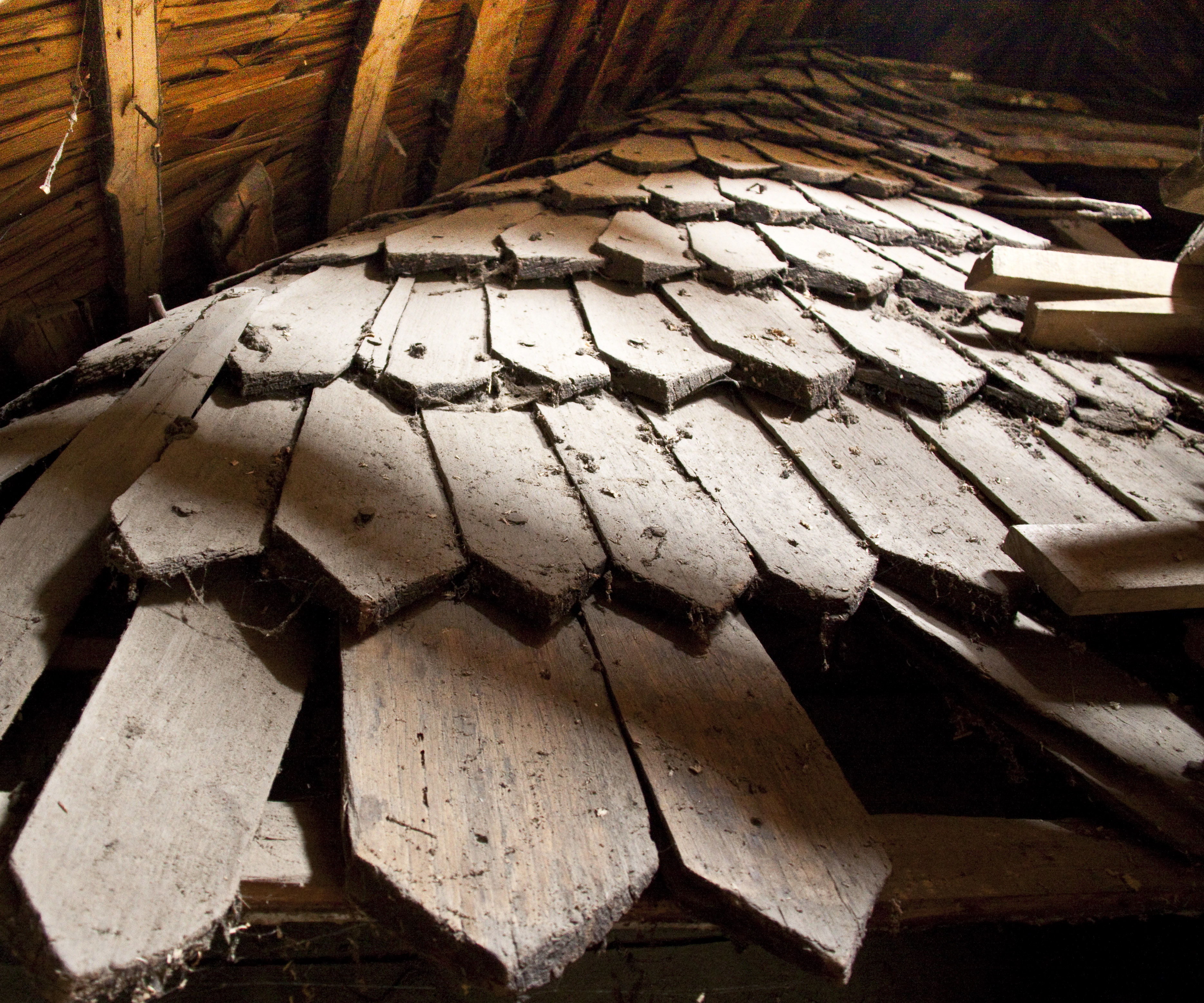
sindrilă horjită fixată în cuie de lemn şi fier
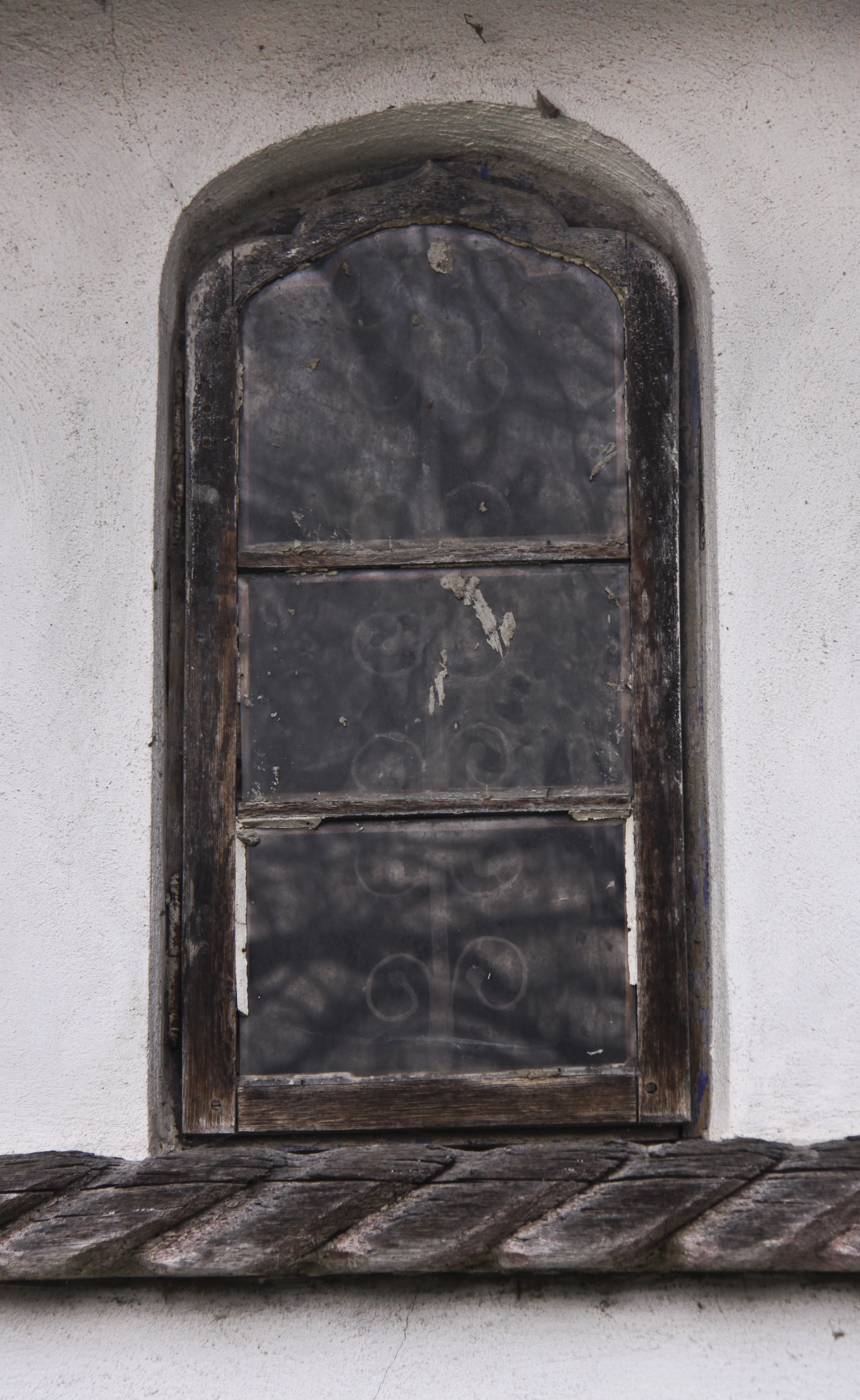
fereastră
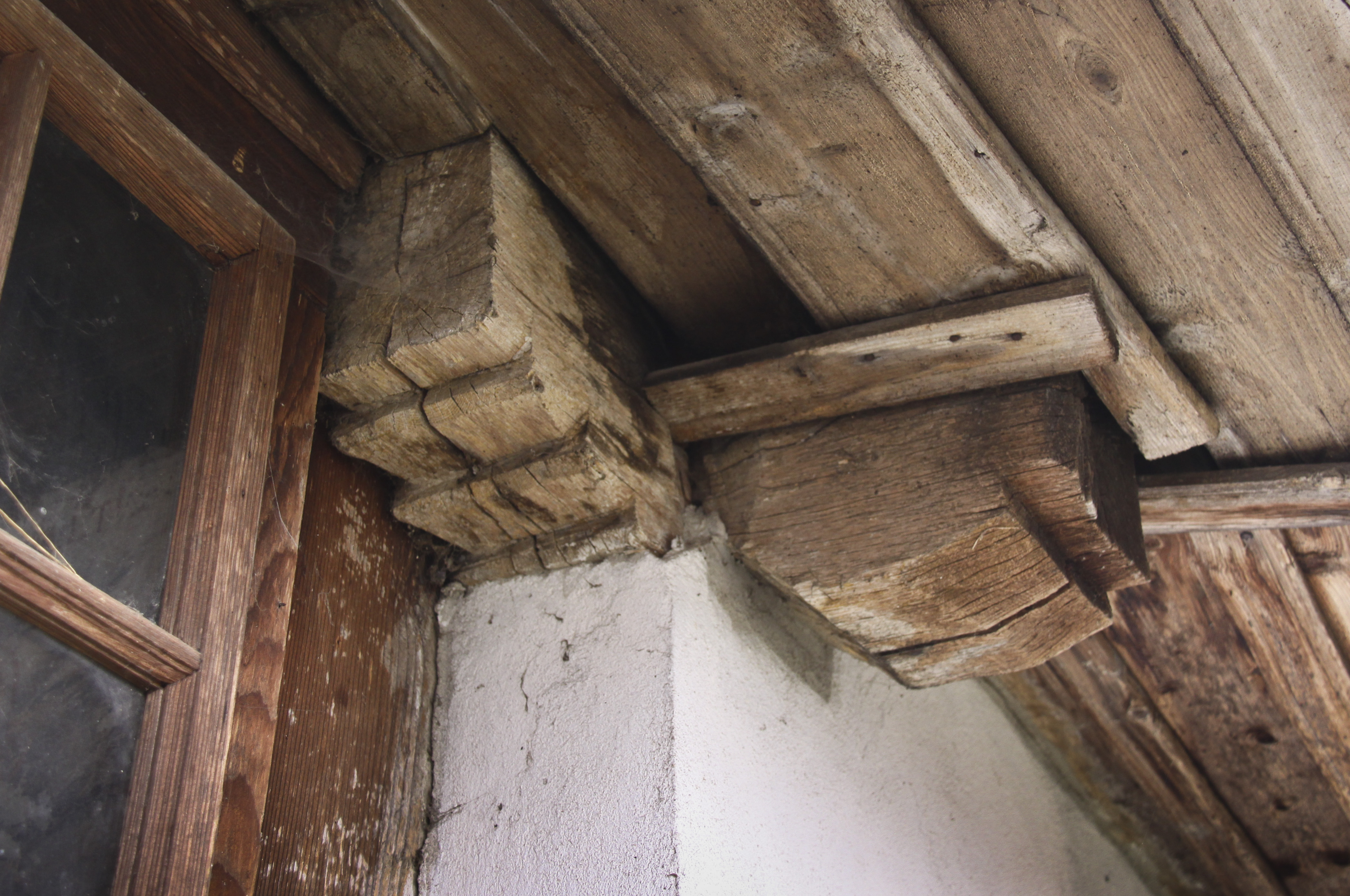
console

## Imagini din interior

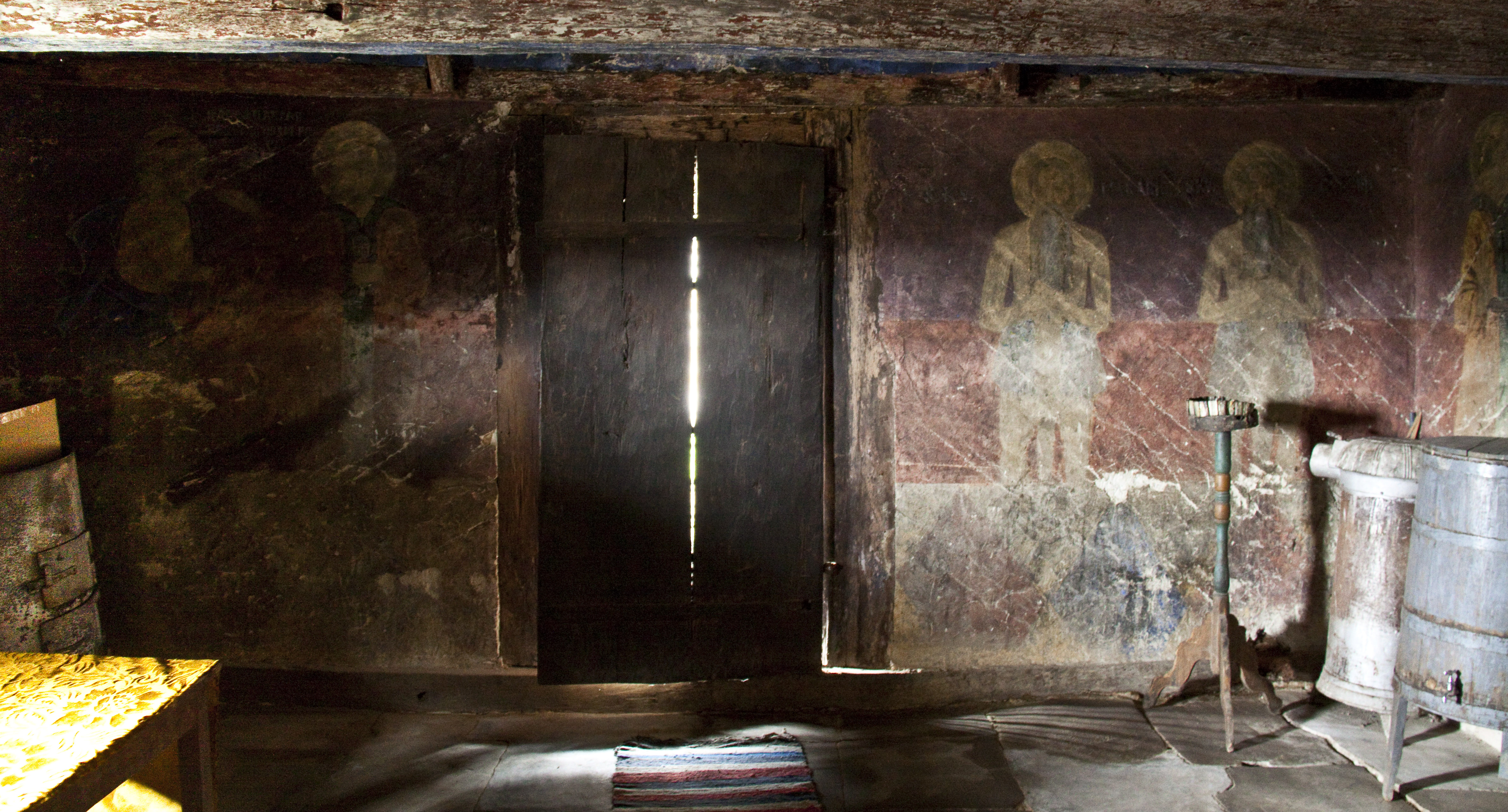
tinda, apus
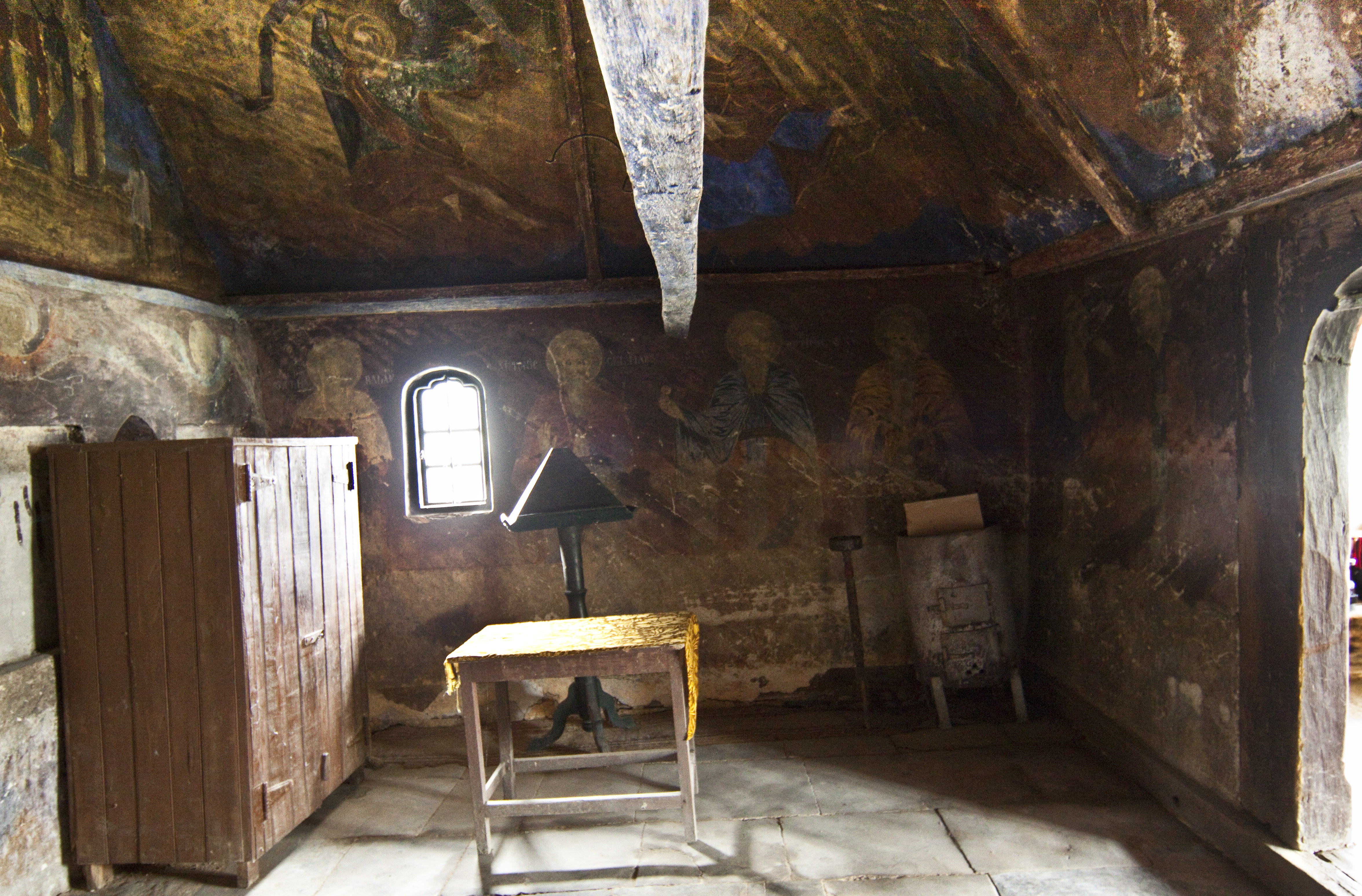
tinda, sud
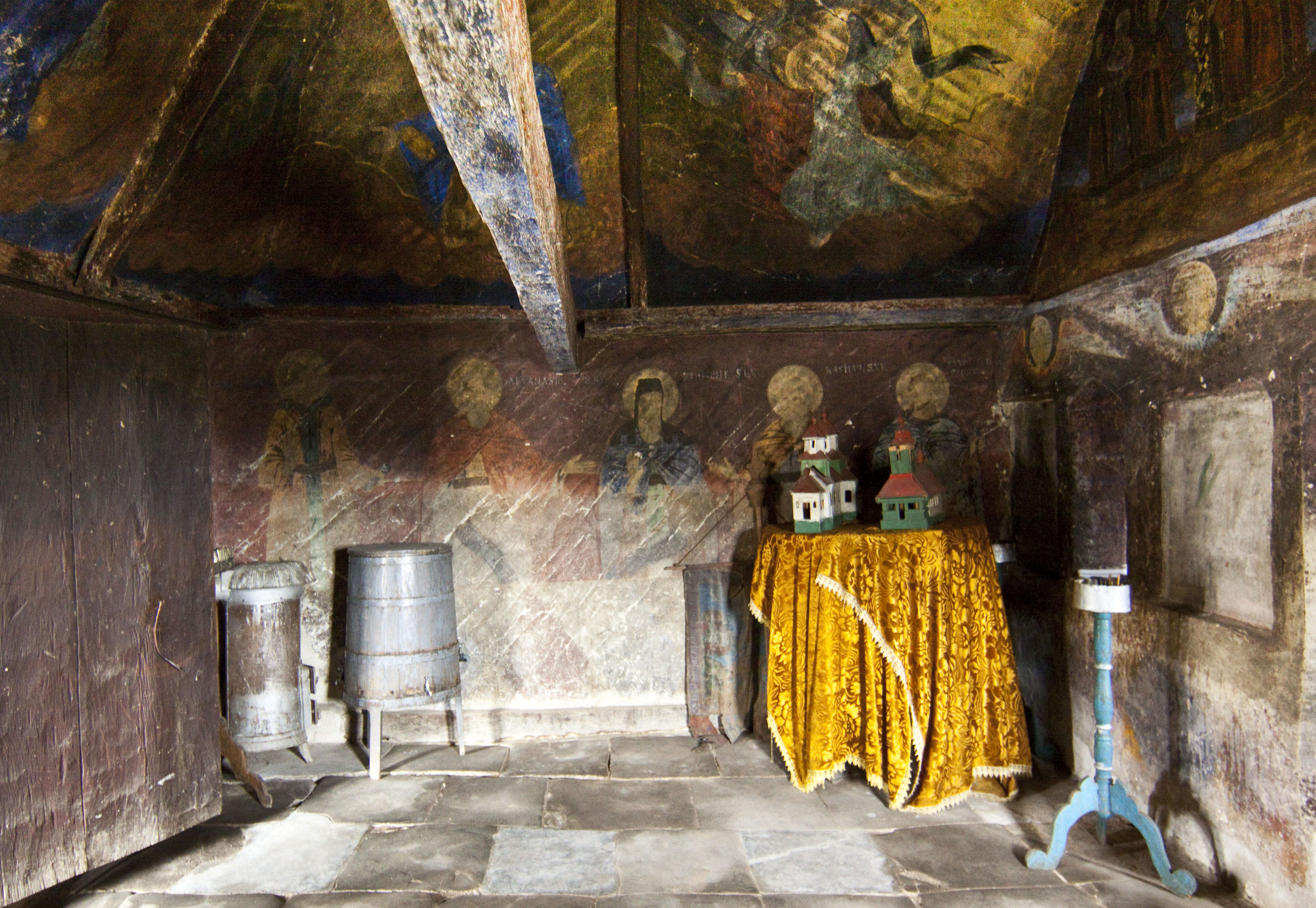
tinda, nord
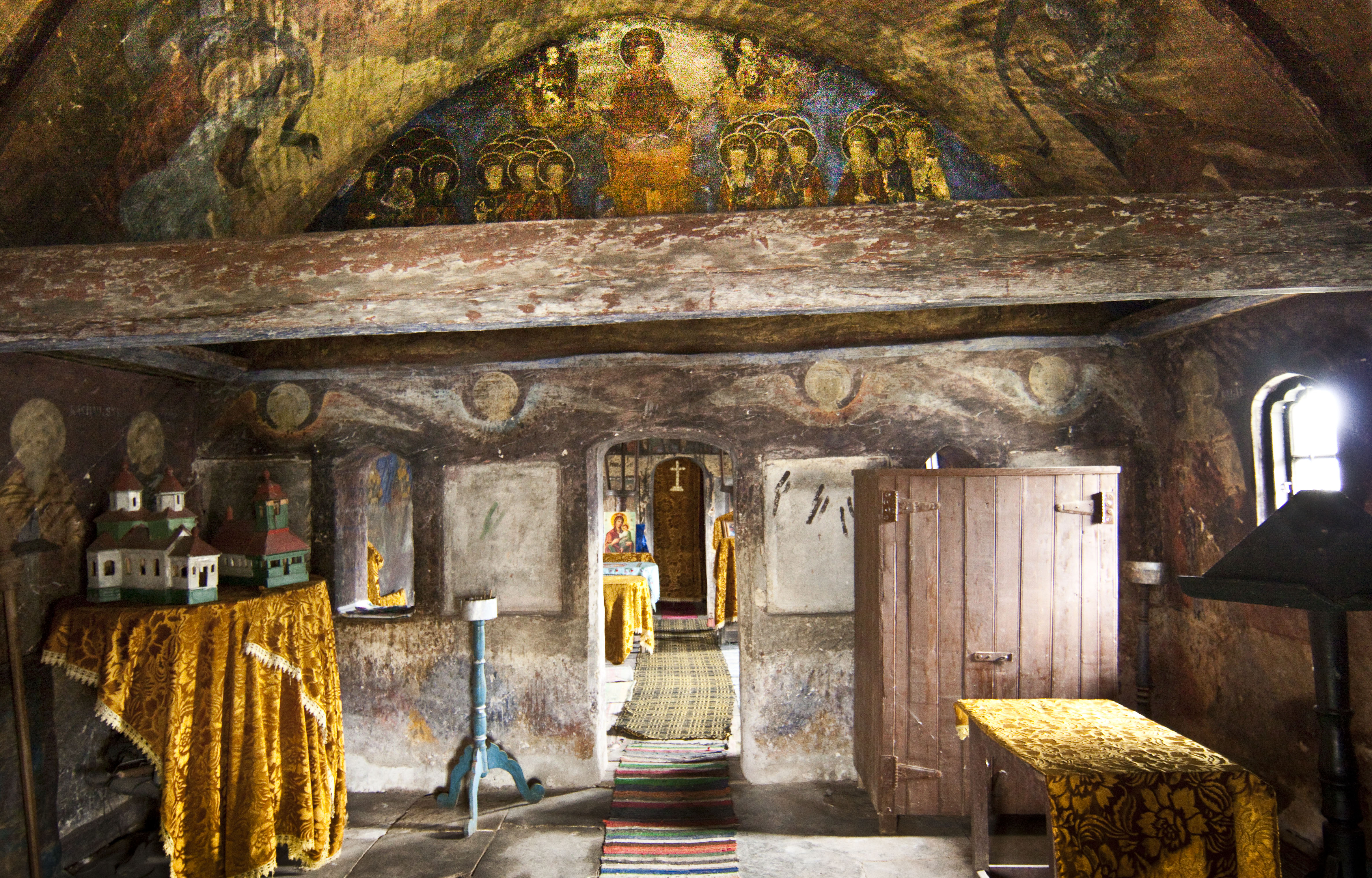
tinda, est
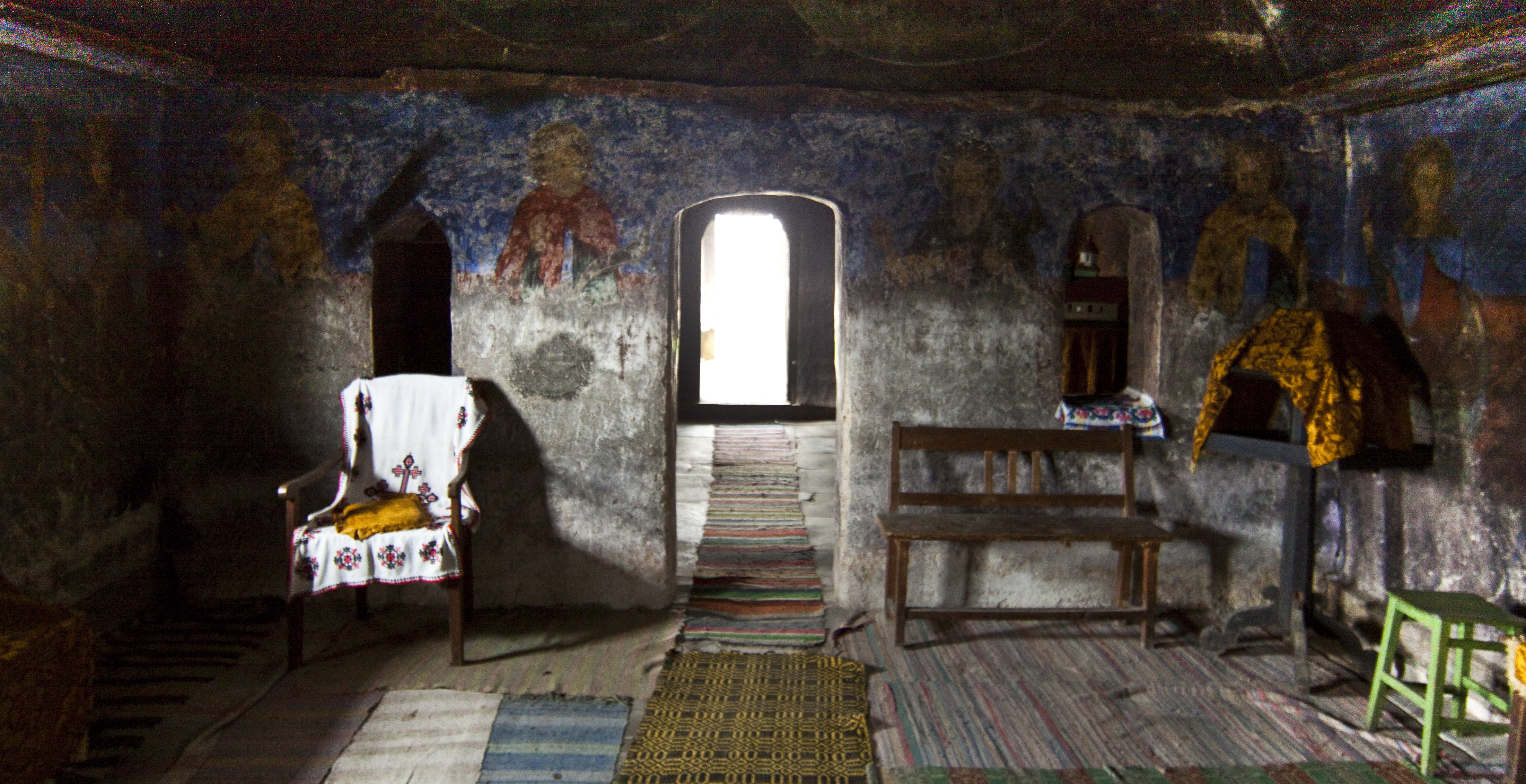
naos,vest
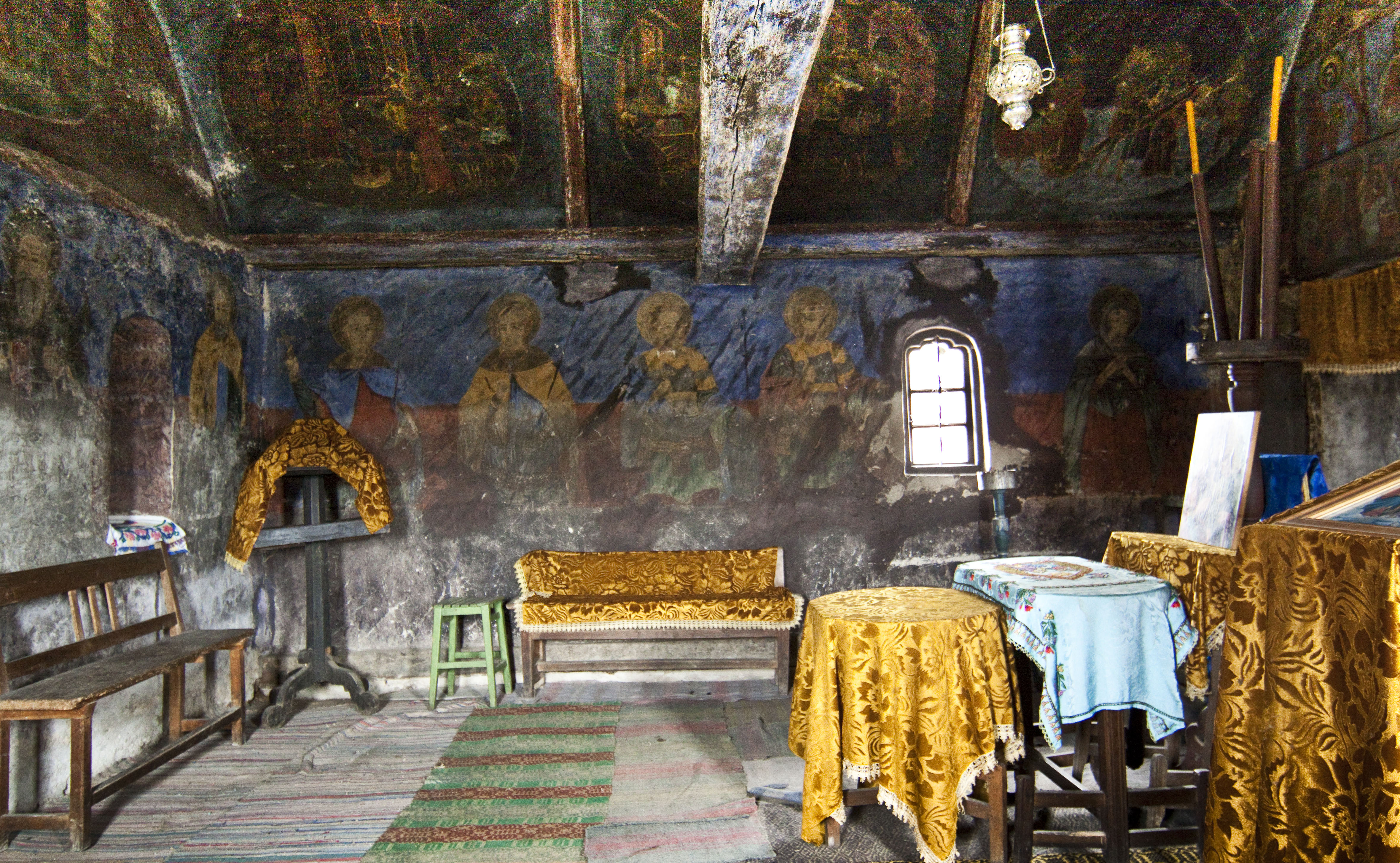
naos, latura de nord
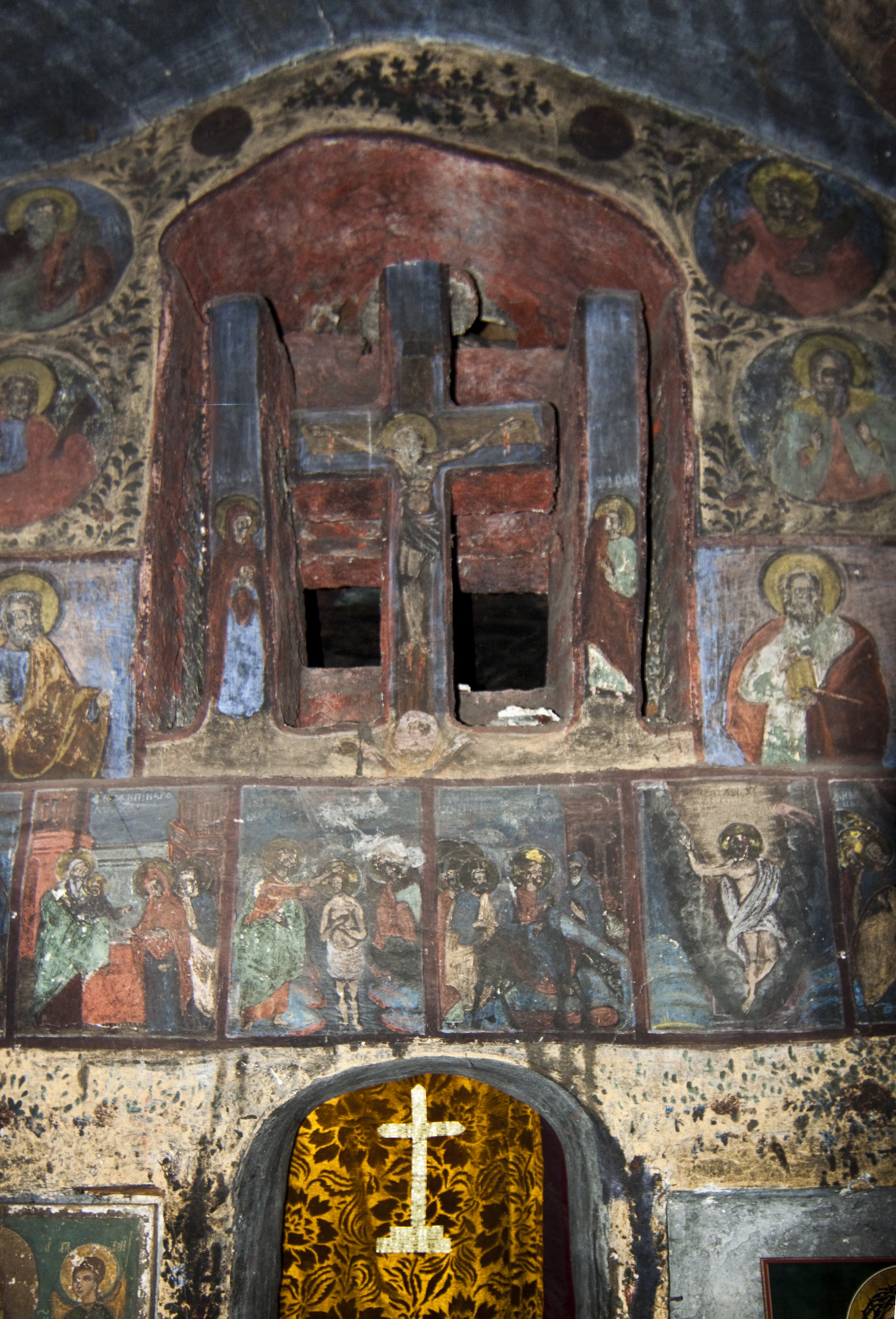
mileniile pe iconostas
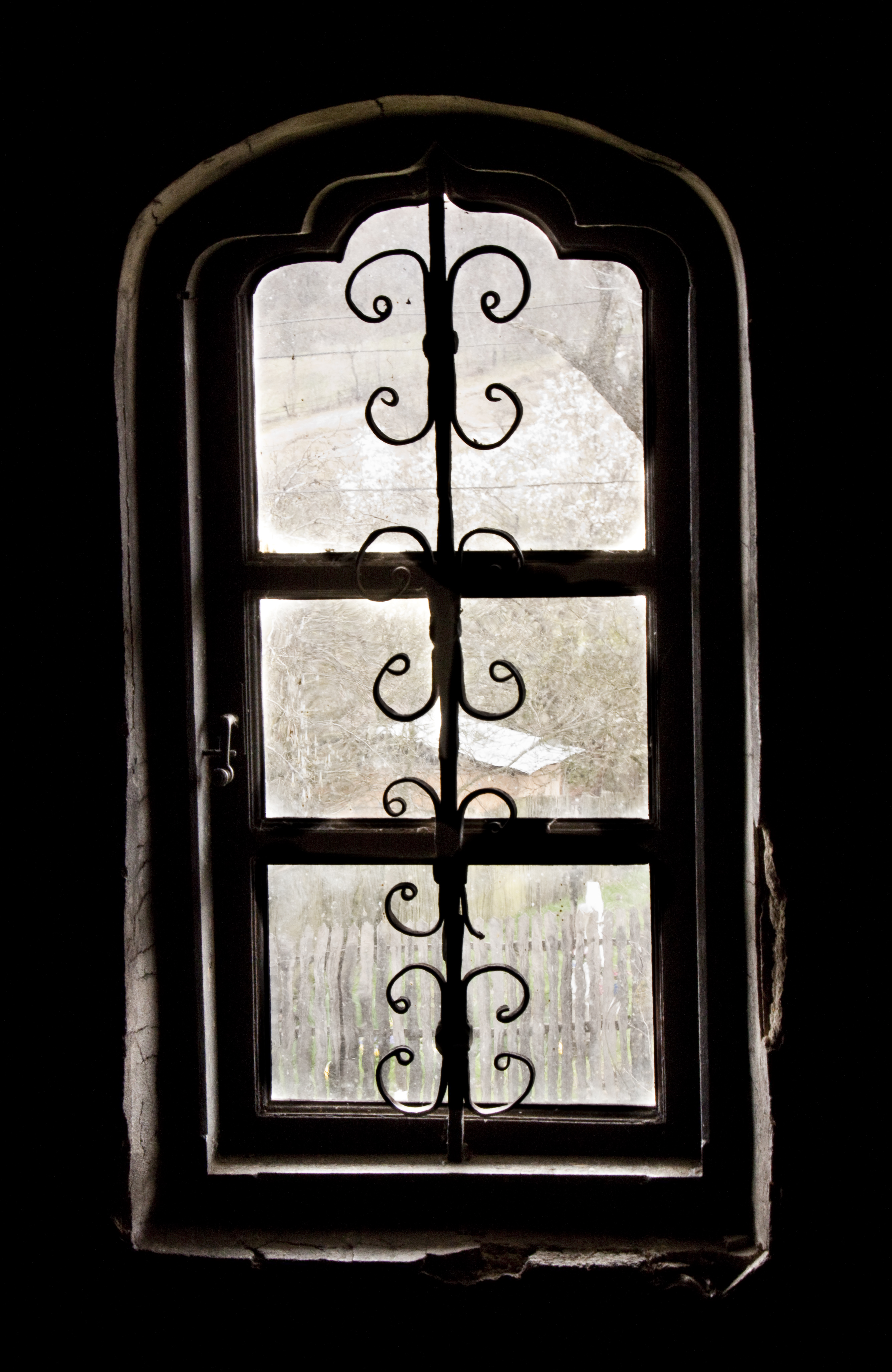
fereastră la proscomidie
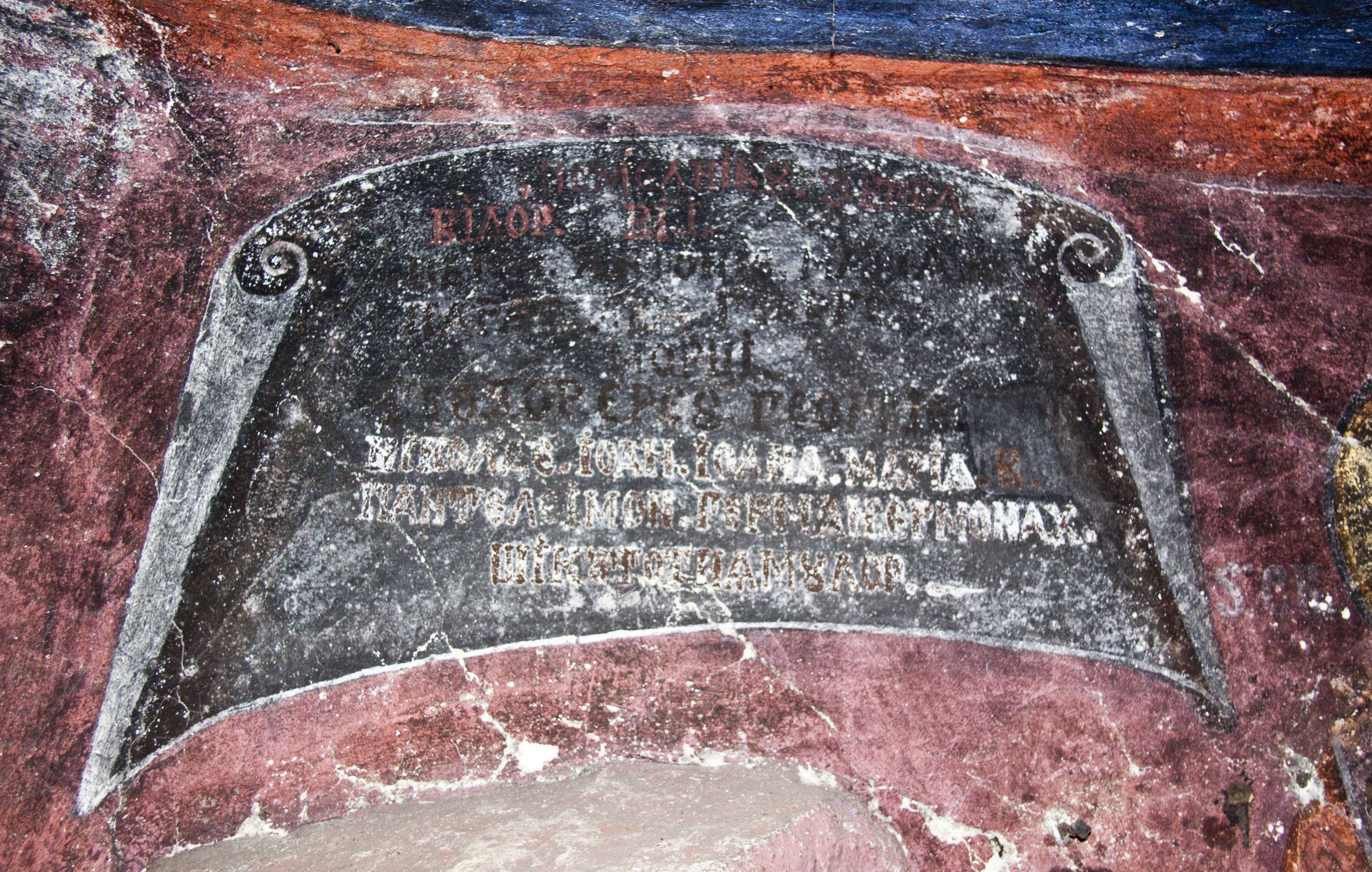
pomelnicul zugravilor
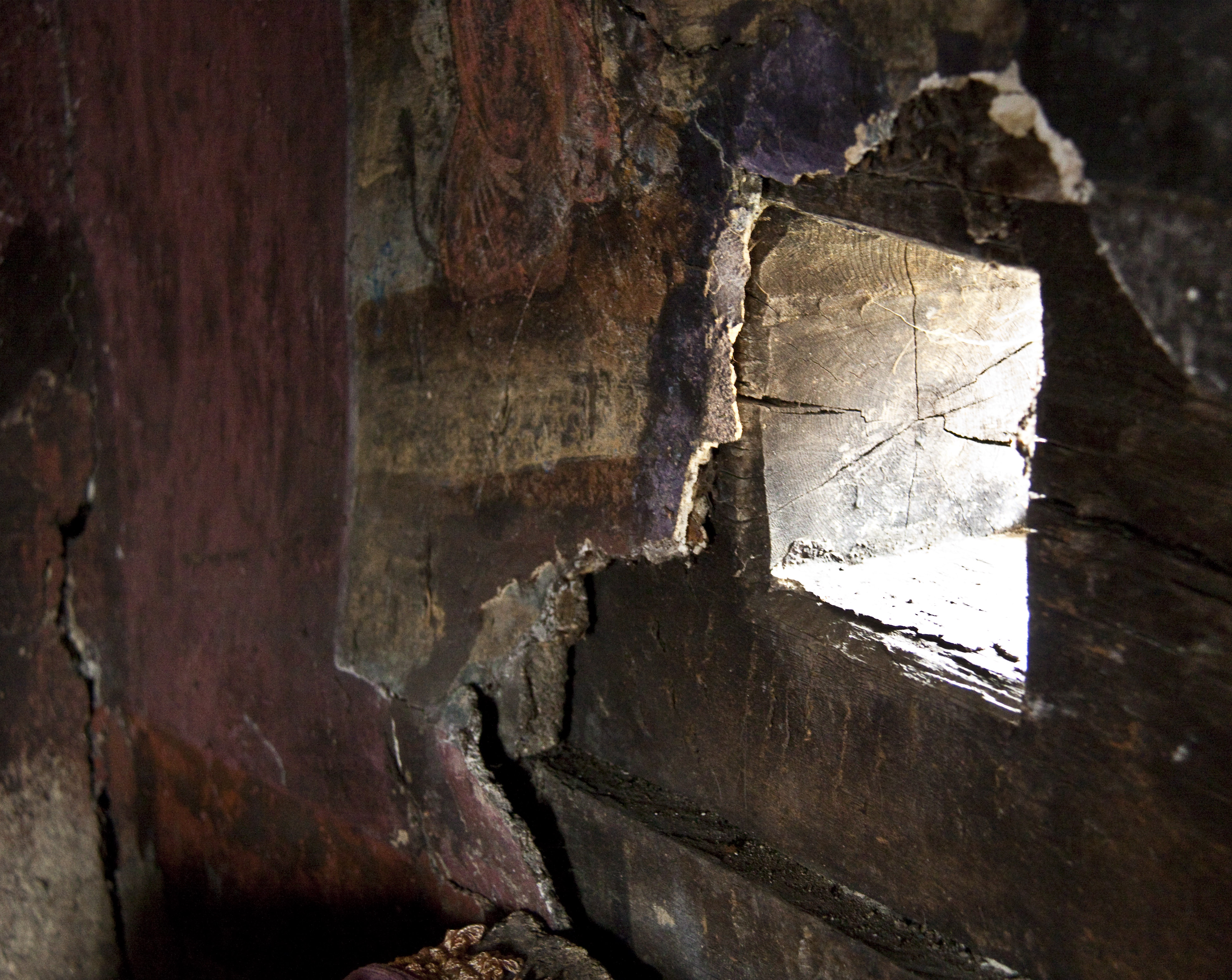
fereastră
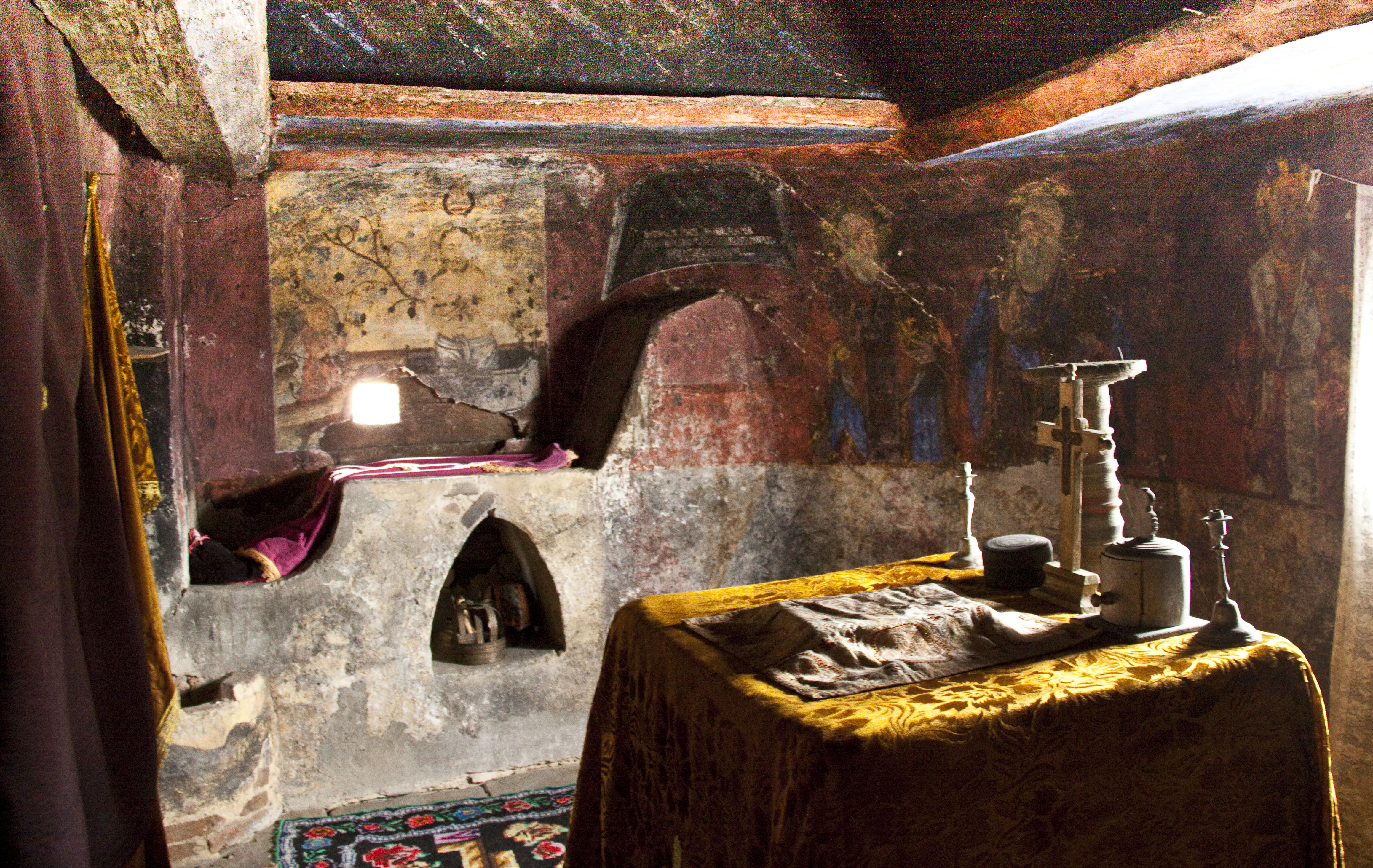
proscomidia
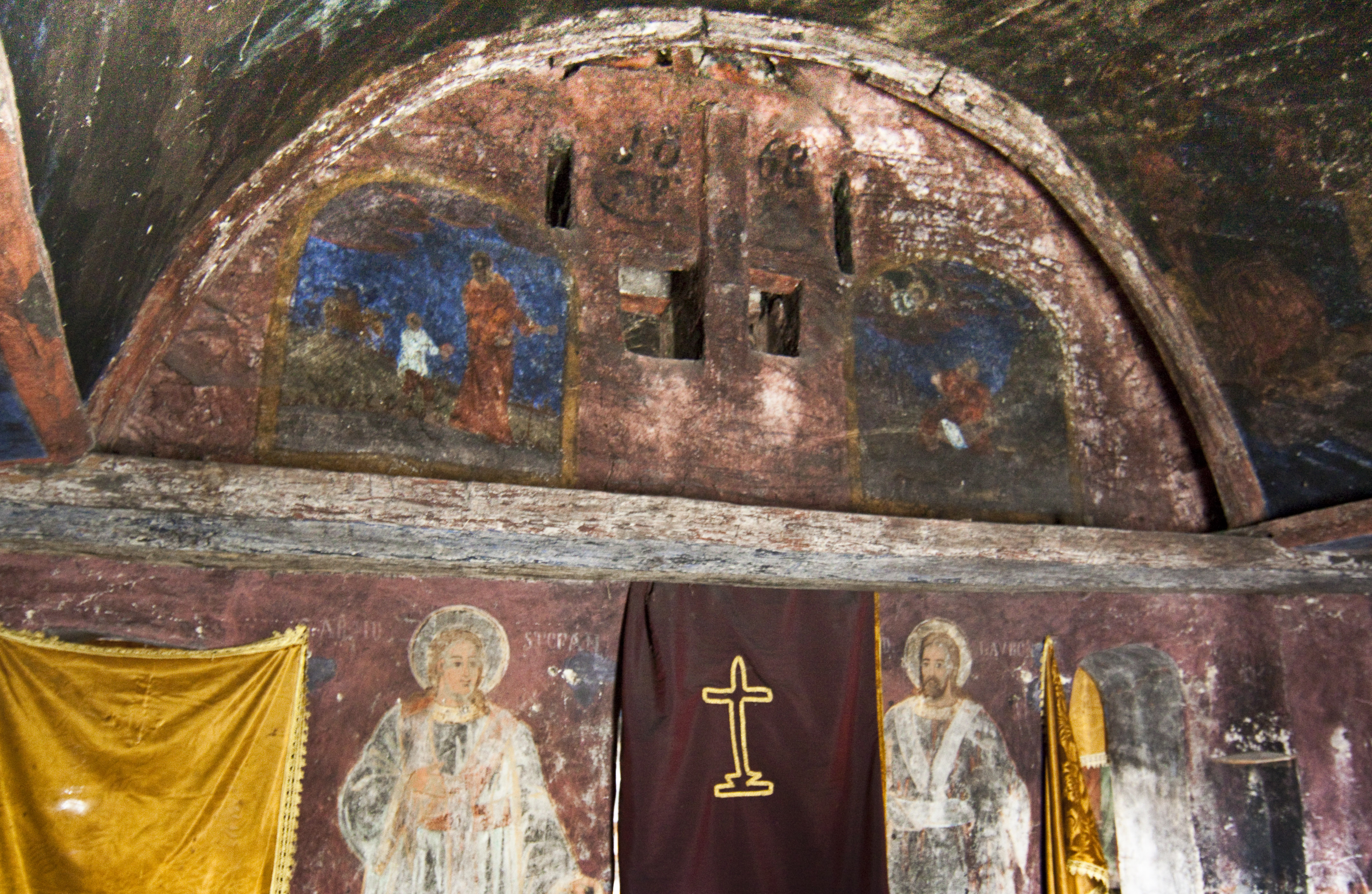
inscripție 1868 pe dosul tâmplei